# Jesús de Otoro
Jesús de Otoro is een gemeente (gemeentecode 1007) in het departement Intibucá in Honduras.
Het dorp heette eerst Jurla, dit betekent "overvloed aan atole (een maïsdrank)". Later veranderde de naam in Otoro. In 1879 werd de streek bezocht door broeder Jesús Zepeda. Te zijner ere werd Jesús aan de naam van het dorp toegevoegd.
Het dorp ligt in het midden van de Vallei van Otoro.

## Bevolking
De bevolking is als volgt verdeeld:
| Vrouwen | 15.206 | 50,6% |
| Mannen  | 14.867 | 49,4% |

## Dorpen
De gemeente bestaat uit zes dorpen (aldea), waarvan de grootste qua inwoneraantal: Jesús de Otoro (code 100701) en San Rafael (100706).